# Partit per l'Organització d'una Bretanya Lliure
El Partit per l'Organització d'una Bretanya Lliure (en francès Parti pour l'organisation de la Bretagne libre) (POBL) és un antic partit polític bretó fundat el 1982 de la unió d'una escissió del Front d'Alliberament de Bretanya amb una escissió del Strollad ar Vro (SAV), de caràcter autonomista i possibilista i que en la dècada dels 90 ha aconseguit més èxits de caràcter electoral. Sovint es considera successor del Moviment per l'Organització de Bretanya, ja que ha adoptat l'òrgan del partit L'Avenir de la Bretagne.
A les eleccions regionals franceses de 1992 es va presentar en coalició amb Emgann i l'UDB.
El POBL ha estat considerablement afeblit arran de la creació d'Adsav qui ha absorbit bona part dels seus militants. Per aquesta raó la seva influència en el moviment bretó és mínima. Dos membres del partit foren implicats en l'agressió a cos militants d'Unió Democràtica de Bretanya al Festival intercèltic de Lorient de 1999. És membre de la Unió Federalista de les Comunitats Ètniques Europees (UFCEE).